# Thomas Flach
Thomas Flach (* 3. Juni 1956 in Potsdam) ist ein deutscher Segelsportler, der bis 1990 für die Deutsche Demokratische Republik antrat.

## Leben
Thomas Flach begann 1970 mit dem Leistungssport. 1979 gewann er im Soling zusammen mit Wolf-Eberhard Richter und Bernd Jäkel seinen ersten DDR-Meistertitel. Das Boot vom SC Berlin-Grünau gewann 1982 und 1983 zwei weitere Meistertitel.
1985 wechselten Thomas Flach und Bernd Jäkel zu Jochen Schümann. Mit dem zweiten Platz bei den Segeleuropameisterschaften 1985 begann für die drei Segler eine zwölfjährige Erfolgsserie. Bis zum Ende der DDR gewannen die drei eine olympische Goldmedaille 1988 in Seoul, eine Bronzemedaille bei den Weltmeisterschaften 1986, zwei Europameistertitel 1986 und 1988, sowie Silber 1985, 1987 und 1990 und Bronze 1989. Dazu kamen vier DDR-Meistertitel von 1987 bis 1990.
1991 setzten Schümann, Flach und Jäkel ihre Karriere für das wiedervereinigte Deutschland fort und gewannen im ersten Jahr Silber bei den Weltmeisterschaften und Bronze bei den Europameisterschaften. 1992 siegten sie bei den Weltmeisterschaften, bei den Olympischen Spielen in Barcelona erreichten sie den vierten Platz. 1993 und 1994 siegte die Crew bei den Europameisterschaften, 1996 erhielt sie die Bronzemedaille bei den Weltmeisterschaften und gewann bei den Olympischen Spielen in Atlanta zum zweiten Mal Gold. Für diesen Erfolg wurden er und sein Partner Bernd Jäkel vom Bundespräsidenten mit dem Silbernen Lorbeerblatt ausgezeichnet.
Nach seiner internationalen Karriere segelte er erfolgreich in der nationalen 20 m² Jollenkreuzerklasse und gewann 2001; 2003; 2004 und 2005, sowie als Steuermann von 2007 bis 2009 die Deutschen Meisterschaften und von 2013 bis 2018 die German Open. Daneben gewann er 2000; 2004; 2008; 2010 den Euro-Cup dieser Bootsklasse. 2015 gewann er zusammen mit Jochen Schümann und Ingo Borkowski 29 Jahre nach dem ersten Titel erneut die Europameisterschaft in der Internationalen Solingklasse.
2019 beendete er seine 50-jährige Regattatätigkeit und lebt seit 2022 als Rentner auf Fuerteventura.

## Belege
1. ↑  DDR-Meisterschaften in den internationalen Klassen
2. ↑  7. Sportbericht der Bundesregierung vom 26. Oktober 1999 an den Bundestag, Drucksache 14/1859, Seite 55: … wurden die Medaillengewinner der Olympischen und Paralympischen Spiele 1994 und 1886 mit dem Silbernen Lorbeerblatt ausgezeichnet …

| Personendaten    | Personendaten           |
| ---------------- | ----------------------- |
| NAME             | Flach, Thomas           |
| KURZBESCHREIBUNG | deutscher Segelsportler |
| GEBURTSDATUM     | 3. Juni 1956            |
| GEBURTSORT       | Potsdam                 |